# Misako Tamura
Misako Tamura (田村美佐子?, Tamura Misako; 8 aprile 1934) è un'ex nuotatrice giapponese, che ha partecipato alle Olimpiadi di Helsinki 1952, gareggiando nei 400m sl e nella Staffetta 4x100m sl.

## Carriera
Ai II Giochi asiatici, ha vinto 2 ori, rispettivamente nei 400m sl e nella Staffetta 4x100 sl.